# Trzcinice-Inseln
Die Trzcinice-Inseln [tʃʨi'ɲiʦɛ] (deutsch Rohrhalter-Inseln) sind eine Inselgruppe im Stettiner Haff in Polen. Die kleine, aus fünf unbewohnten Inseln bestehende Gruppe liegt im Südwesten des Wicko Wielkie (Großer Vietziger See), einer Bucht des Stettiner Haffs, östlich vor der Insel Wołcza Kępa (Wulwenkämpe) und nördlich vor der Insel Wiszowa Kępa (Schilf-Insel).
Wie ihre Nachbarinseln stehen auch die Trzcinice-Inseln wegen der vielen Tierarten unter Naturschutz.

Auf der Karte von 1924 erscheinen die Inseln als Rohrhalter-Inseln